# Чарна (Новодворський повіт)
Чарна (пол. Czarna) — село в Польщі, у гміні Закрочим Новодворського повіту Мазовецького воєводства.
Населення — 31 особа (2011).
У 1975-1998 роках село належало до Варшавського воєводства.

## Демографія
Демографічна структура станом на 31 березня 2011 року:
|          | Загалом | Допрацездатний вік | Працездатний вік | Постпрацездатний вік |
| -------- | ------- | ------------------ | ---------------- | -------------------- |
| Чоловіки | 14      | 4                  | 8                | 2                    |
| Жінки    | 17      | 3                  | 10               | 4                    |
| Разом    | 31      | 7                  | 18               | 6                    |